# Phyllanthus yvettae
Phyllanthus yvettae är en emblikaväxtart som beskrevs av Maurice Schmid. Phyllanthus yvettae ingår i släktet Phyllanthus och familjen emblikaväxter. Inga underarter finns listade i Catalogue of Life.